# Curling-Weltmeisterschaft der Herren 2000

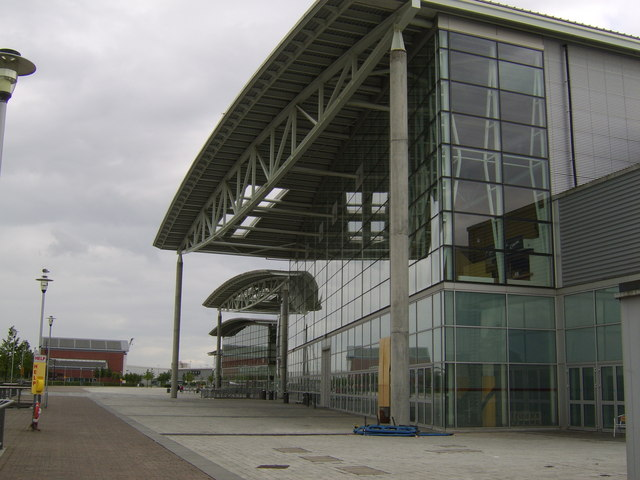
Die Braehead Arena in Renfrewshire.

Die Curling-Weltmeisterschaft der Herren 2000 (offiziell: Ford World Men’s Curling Championship 2000) war die 42. Austragung (inklusive Scotch Cup) der Welttitelkämpfe im Curling der Herren. Sie wurde vom 1. bis 9. April des Jahres in der schottischen Stadt Glasgow veranstaltet. Die Partien selbst fanden in der rund 20 Kilometer südlich von Glasgow gelegenen Braehead Arena in Renfrewshire statt.
Die Curling-Weltmeisterschaft der Herren wurde in einem Rundenturnier (Round Robin) zwischen den Mannschaften aus Schottland, Kanada, den Vereinigten Staaten, Frankreich, Schweden, der Schweiz, Dänemark, Norwegen, Finnland und Neuling Japan ausgespielt. 
Die Spiele wurden auf zehn Ends angesetzt.
Das Endspiel bestritten Rekordweltmeister Kanada und die Schweden. In neun Ends siegten die Kanadier mit 9:4 Steinen, was den 26. Weltmeistertitel für die Ahornblätter bedeutete.
Finnland bezwang im Spiel um die Bronzemedaille die Vereinigten Staaten ebenfalls mit 9:4 Steinen. 

## Teilnehmende Nationen
| Dänemark | Finnland | Frankreich | Japan | Kanada |
| --- | --- | --- | --- | --- |
| Hvidovre CC, Hvidovre Skip: Ulrik Schmidt Third: Lasse Lavrsen Second: Brian Hansen Lead: Carsten Svensgaard Ersatz: Frants Gufler Trainer: Bill Carey   | Vierumäki CR, Vierumäki Skip: Markku Uusipaavalniemi Third: Wille Mäkelä Second: Tommi Häti Lead: Jari Laukkanen Ersatz: Raimo Lind                    | Megève CC, Megève Skip: Thierry Mercier Third: Cyrille Prunet Second: Eric Laffin Lead: Gerard Ravello Ersatz: Lionel Tournier                              | Miyota CC, Miyota, Nagano Skip: Hiroaki Kashiwagi Third: Kazuto Yanagizawa Second: Takanori Ichimura Lead: Keita Yanagizawa Ersatz: Yuki Inoue Trainer: Akinori Kashiwagi | Royal City CC, New Westminster, BC Skip: Greg McAulay Third: Brent Pierce Second: Bryan Miki Lead: Jody Sveistrup Ersatz: Darin Fenton Trainer: Glen Pierce |
| Norwegen | Schottland | Schweden | Schweiz | Vereinigte Staaten |
| Stabekk CC, Oslo Skip: Pål Trulsen Third: Lars Vågberg Second: Flemming Davanger Lead: Bent Ånund Ramsfjell Ersatz: Jan Thoresen Trainer: Ole Ingvaldsen | Inverness CC, Inverness Skip: Robert Kelly Third: Neil Hampton Second: Tom Pendreigh Lead: Ross Hepburn Ersatz: Gordon Muirhead Trainer: Robin Copland | Östersunds CK, Östersund Skip: Peter Lindholm Third: Tomas Nordin Second: Magnus Swartling Lead: Peter Narup Ersatz: Marcus Feldt Trainer: Mats (II) Nyberg | Lausanne-Olympique CC, Lausanne Skip: Patrick Hürlimann Third: Dominic Andres Second: Martin Romang Lead: Diego Perren Ersatz: Patrik Lörtscher Trainer: Stephan Keiser   | Madison CC, Madison, WI Skip: Craig Brown Third: Ryan Quinn Second: Jon Brunt Lead: John Dunlop Ersatz: Steve Brown Trainer: Diane Brown                    |

## Tabelle der Round Robin
| Schlüssel | Schlüssel                      |
| --------- | ------------------------------ |
|           | Qualifiziert für die Play-offs |

| Platz | Team               | Spiele | Siege | Ndlg. |
| ----- | ------------------ | ------ | ----- | ----- |
| 1.    | Kanada             | 9      | 8     | 1     |
| 2.    | Schweden           | 9      | 7     | 2     |
| 3.    | Finnland           | 9      | 7     | 2     |
| 4.    | Vereinigte Staaten | 9      | 5     | 4     |
| 5.    | Dänemark           | 9      | 4     | 5     |
| 6.    | Schweiz            | 9      | 4     | 5     |
| 7.    | Norwegen           | 9      | 4     | 5     |
| 8.    | Schottland         | 9      | 3     | 6     |
| 9.    | Frankreich         | 9      | 2     | 7     |
| 10.   | Japan              | 9      | 1     | 8     |

## Ergebnisse der Round Robin

### Runde 1
| Norwegen | Dänemark |
| 5        | 6        |

| Schweiz | Schottland |
| 6       | 7          |

| Finnland | Schweden |
| 7        | 8        |

| Vereinigte Staaten | Japan |
| 10                 | 4     |

| Frankreich | Kanada |
| 2          | 8      |

### Runde 2
| Japan | Schottland |
| 1     | 8          |

| Kanada | Finnland |
| 9      | 2        |

| Norwegen | Schweiz |
| 4        | 10      |

| Schweden | Frankreich |
| 10       | 2          |

| Dänemark | Vereinigte Staaten |
| 9        | 11                 |

### Runde 3
| Finnland | Norwegen |
| 7        | 3        |

| Schweden | Vereinigte Staaten |
| 9        | 6                  |

| Schottland | Frankreich |
| 3          | 7          |

| Kanada | Dänemark |
| 11     | 7        |

| Schweiz | Japan |
| 9       | 5     |

### Runde 4
| Dänemark | Schweiz |
| 8        | 6       |

| Frankreich | Norwegen |
| 6          | 5        |

| Japan | Kanada |
| 2     | 11     |

| Schottland | Schweden |
| 2          | 10       |

| Vereinigte Staaten | Finnland |
| 4                  | 9        |

### Runde 5
| Schweden | Kanada |
| 3        | 9      |

| Vereinigte Staaten | Schweiz |
| 8                  | 4       |

| Frankreich | Finnland |
| 5          | 9        |

| Japan | Norwegen |
| 1     | 14       |

| Schottland | Dänemark |
| 8          | 5        |

### Runde 6
| Frankreich | Japan |
| 3          | 11    |

| Schottland | Kanada |
| 4          | 7      |

| Vereinigte Staaten | Norwegen |
| 5                  | 7        |

| Dänemark | Finnland |
| 6        | 11       |

| Schweden | Schweiz |
| 8        | 5       |

### Runde 7
| Schottland | Vereinigte Staaten |
| 2          | 8                  |

| Finnland | Japan |
| 7        | 6     |

| Schweden | Dänemark |
| 8        | 4        |

| Frankreich | Schweiz |
| 4          | 8       |

| Kanada | Norwegen |
| 6      | 4        |

### Runde 8
| Schweiz | Finnland |
| 7       | 10       |

| Dänemark | Frankreich |
| 7        | 4          |

| Kanada | Vereinigte Staaten |
| 8      | 4                  |

| Norwegen | Schottland |
| 7        | 3          |

| Japan | Schweden |
| 6     | 10       |

### Runde 9
| Vereinigte Staaten | Frankreich |
| 4                  | 2          |

| Norwegen | Schweden |
| 6        | 2        |

| Dänemark | Japan |
| 10       | 3     |

| Schweiz | Kanada |
| 8       | 7      |

| Finnland | Schottland |
| 7        | 3          |

## Play-off

### Turnierbaum
|  | Halbfinale | Halbfinale         | Halbfinale |                  |  | Finale | Finale             | Finale |
|  |            |                    |            |                  |  |        |                    |        |
|  |            |                    |            |                  |  |        |                    |        |
|  | 1          | Kanada             | 11         |                  |  |        |                    |        |
|  | 4          | Vereinigte Staaten | 3          |                  |  | 1      | Kanada             | 9      |
|  |            |                    |            |                  |  | 2      | Schweden           | 4      |
|  |            |                    |            |                  |  |        |                    |        |
|  |            |                    |            | Spiel um Platz 3 |  |        |                    |        |
|  | 2          | Schweden           | 9          |                  |  |        |                    |        |
|  | 3          | Finnland           | 2          |                  |  | 3      | Finnland           | 9      |
|  |            |                    |            |                  |  | 4      | Vereinigte Staaten | 4      |
|  |            |                    |            |                  |  |        |                    |        |

### Halbfinale
| Kanada | Vereinigte Staaten |
| 11     | 3                  |

| Schweden | Finnland |
| 9        | 2        |

### Spiel um die Bronzemedaille
| Finnland | Vereinigte Staaten |
| 9        | 4                  |

### Finale
| Team     |  | 1 | 2 | 3 | 4 | 5 | 6 | 7 | 8 | 9 | 10 | Gesamt |
| -------- |  | - | - | - | - | - | - | - | - | - | -- | ------ |
| Kanada   |  | 1 | 1 | 0 | 2 | 1 | 0 | 2 | 0 | 2 | X  | 9      |
| Schweden |  | 0 | 0 | 2 | 0 | 0 | 1 | 0 | 1 | 0 | X  | 4      |

## Endstand
| Platz | Land               |
| ----- | ------------------ |
| 1     | Kanada             |
| 2     | Schweden           |
| 3     | Finnland           |
| 4     | Vereinigte Staaten |
| 5     | Dänemark           |
| 6     | Schweiz            |
| 7     | Norwegen           |
| 8     | Schottland         |
| 9     | Frankreich         |
| 10    | Japan              |